# 聖奧爾本斯公爵
聖奧爾本斯公爵（英語：Duke of St Albans）是一個英格蘭貴族爵位，1684年查理二世將此爵位封給自己的私生子查爾斯·博克萊爾。

徽章

## 頭銜持有人
1. 第一代聖奧爾本斯公爵查爾斯·博克萊爾
2. 第二代聖奧爾本斯公爵查爾斯·博克萊爾（英语：Charles Beauclerk, 2nd Duke of St Albans）
3. 第三代聖奧爾本斯公爵喬治·博克萊爾（英语：George Beauclerk, 3rd Duke of St Albans）
4. 第四代聖奧爾本斯公爵喬治·博克萊爾（英语：George Beauclerk, 4th Duke of St Albans）
5. 第五代聖奧爾本斯公爵奧布里·博克萊爾（英语：Aubrey Beauclerk, 5th Duke of St Albans）
6. 第六代聖奧爾本斯公爵奧布里·博克萊爾（英语：Aubrey Beauclerk, 6th Duke of St Albans）
7. 第七代聖奧爾本斯公爵奧布里·博克萊爾（夭折）
8. 第八代聖奧爾本斯公爵威廉·博克萊爾（英语：William Beauclerk, 8th Duke of St Albans）
9. 第九代聖奧爾本斯公爵威廉·博克萊爾（英语：William Beauclerk, 9th Duke of St Albans）
10. 第十代聖奧爾本斯公爵威廉·博克萊爾（英语：William Beauclerk, 10th Duke of St Albans）
11. 第十一代聖奧爾本斯公爵查爾斯·博克萊爾（英语：Charles Beauclerk, 11th Duke of St Albans）
12. 第十二代聖奧爾本斯公爵奧斯伯恩·博克萊爾（英语：Osborne Beauclerk, 12th Duke of St Albans）
13. 第十三代聖奧爾本斯公爵查爾斯·博克萊爾（英语：Charles Beauclerk, 13th Duke of St Albans）
14. 第十四代聖奧爾本斯公爵莫瑞·博克萊爾（現任）